# Isasca
Isasca (okcitánul: Izascho) település Olaszországban, Piemont régióban, Cuneo megyében. Lakosainak száma 69 fő (2023. január 1.). Isasca Brondello, Martiniana Po, Venasca és Brossasco községekkel határos.

## Népesség
A település lakossága az elmúlt években az alábbi módon változott:
| Lakosok száma | 81   | 81   | 69   |
|               | 2017 | 2018 | 2023 |